# Fundación El Libro
La Fundación El Libro es una entidad civil sin fines de lucro, con sede en la Ciudad de Buenos Aires, República Argentina. Su propósito es la promoción del libro y el aumento de los hábitos de lectura.
Proviene del latín "habitus" que significa adquirió, adoptar, coger, tomar, tener. El libro igual a acción de lectura. La lectura es un hábito, no se impone, es un error social definirlo de esa forma.
La historia del libro se debe a una serie de innovaciones tecnológicas que ha permitido mejorar y conservar la calidad de los textos.

## Instituciones que la componen
Está integrada por la Sociedad Argentina de Escritores, la Cámara Argentina del Libro, la Cámara Argentina de Publicaciones, el Sector de Libros y Revistas de la Cámara Española de Comercio, la Federación Argentina de la Industria Gráfica y Afines, y la Federación Argentina de Librerías, Papelerías y Afines.

## Actividades
Entre las actividades que realiza se destacan la Feria Internacional del Libro de Buenos Aires y la Feria del Libro Infantil y Juvenil. También se dedica a realizar ferias y muestras en el interior del país, donaciones de libros a escuelas y bibliotecas de pocos recursos, concursos literarios y de cultura general, encuentros nacionales e internacionales, entrega premios de literatura y educación, y edita libros. Además dona anualmente libros destinados a la Ciudad de Buenos Aires, a los colegios ganadores de concursos, bibliotecas y escuelas carenciadas por un total que supera los 120.000 ejemplares.

## Reconocimientos
En 1988 la Fundación recibió un Premio Konex en la disciplina "Fundaciones Culturales" por su invaluable aporte a la cultura de su país.